# Jezioro politroficzne
Jezioro politroficzne – w typologii jezior: jezioro słodkowodne, odznaczające się bardzo dużym stężeniem substancji odżywczych rozpuszczonych w wodzie, co powoduje silny rozwój życia biologicznego przy jednoczesnym spadku ilości tlenu w wodzie w profundalu i hypolimnionie.
Jezioro politroficzne jest jeziorem przeżyźnionym, zazwyczaj o bardzo wysokiej pierwotnej produkcji biologicznej, objawiającej się często intensywnymi zakwitami glonów (fitoplankton). W okresie letnim, na skutek zakwitów glonów w epilimnionie, woda uzyskuje zieloną barwę, a przezroczystość spada nawet do kilku- kilkunastu centymetrów. Duża produkcja w epilimnionie i mała przezroczystość prowadzi do zaniku roślinności w głębszych partiach jeziora, nagromadzenia detrytusu, szybkiego zużycia tlenu, a w dalszej kolejności prowadzi do deficytów tlenu przy dnie. Przy dużej mineralizacji i deficytach tlenu dochodzi do śnięcia ryb oraz zaniku wielu gatunków bezkręgowców wodnych, oraz powstawania osadów dennych typu sapropel.
Jeziora politroficzne powstają najczęściej z jezior eutroficznych, zasilanych nadmierną ilością biogenów, pochodzących ze zlewni rolniczej lub ścieków komunalnych.